# タシクマラヤ公立第一高等学校
タシクマラヤ公立第一高等学校 (たしくまらやこうりつだいいちこうとうがっこう) (インドネシア語：SMA Negeri 1 Tasikmalaya)は, インドネシア西ジャワ州タシクマラヤ市にある公立高等学校。 

## 沿革
同校は、RO Martasubrata、Sulaeman、Kosasihによって1956年9月17日に設立。 この設立は内務大臣による政令、SK No 3.42/G/III/1956 の発行によって特徴づけられた。

## 基礎データ

### 交通アクセス
- 病院通りに位置し、タシクマラヤ・ドクター・スカルジョ地域総合病院から徒歩1分以内。
- 付近にはダダハ スポーツ コンプレックスがある。

### 学校施設
この学校は3階建てで、教室が36室、図書室が1室、実験室が7室、教員室が1室、保健室が1室、管理室、カウンセリング室が1室、生徒会室が1室、校長室、副校長室、屋内運動場が1つ、駐車場がある。

### 学校象徴
学校行事、学生歌、各種団体等の愛称としてよく用いられる「SATAS」という名前は、SATU TASIKMALAYA（タシクマラヤ第一）の頭字語に由来する。「SMANSATAS」という名前もよく使われる。

#### 学校ロゴ
同校のロゴは1998年に作成・発表。

## 卒業生
- M Sultan Firdaus Al Islami（タシクマラヤ県知事）
- Banurusman Astrosemitro（1993年から1996年までインドネシア国家警察長官）
- Shiddiq Amien (知識人、ウラマー)
- Nicke Widyawati（プルタミナ元・最高経営責任者）
- Tjutju Sukaesih（Ridwan Kamil元・西ジャワ州知事の母）